# 约瑟夫·弗尔克
约瑟夫·弗尔克（德語：Josef Völk，1948年12月3日—），德国男子冰球运动员。他曾代表西德参加1968年、1972年和1976年冬季奥林匹克运动会冰球比赛，其中1976年冬季奥运会获得一枚铜牌。